# Авербух Олександр Валерійович
Олександр Валерійович Авербух (1 жовтня 1974, Іркутськ) — колишній ізраїльській легкоатлет, один з найуспішніших спортсменів в історії Ізраїлю.

## Біографія
Народився 1 жовтня 1974 року в Іркутську.Олександр виграв чемпіонат Європи до 23 років з багатоборства в 1997 році.
З 1999 року виступає за Ізраїль. У серпні 1999 році він встановив новий ізраїльський рекорд у стрибках з жердиною (5,81 м), але через те, що у нього ще не було громадянства, рекорд не був зарахований (він отримав громадянство два дні по тому). Його особистий рекорд зі стрибків з жердиною — 5,93 м.
Авербух брав участь в Олімпійських іграх-2000 і 2004 років, успішно пройшов відбір до Олімпіади-2008. Неодноразовий чемпіон Європи з легкої атлетики (2000-у залі, 2002, 2006), срібний (2001) і бронзовий (1999) призер чемпіонатів світу.
У 2009 ріку Олександр Авербух заявив, що завершить виступи після Маккабіанських ігор 2009 і не візьме участі в чемпіонаті світу, який пройде пізніше в тому ж році.
У 2013 році він ненадовго повернувся в спорт, щоб узяти участь у Маккабіанських іграх 2013 року, де завоював перше місце.

## Приватне життя
Виріс в спортивній сім'ї. Мати, Сталіна Олексіївна — колишня спортсменка, колишній викладач легкої атлетики в Іркутському технікумі фізичної культури. Батько, Валерій Йосипович, був тренером з багатоборства, заслужений тренер СРСР і Росії. Старший брат Євген виступав за збірну Росії, але загинув в автокатастрофі 1996 року. В Іркутську заснований легкоатлетичний турнір його пам'яті.
Одружений з Наталією — майстром спорту зі спортивної аеробіки. Має трьох доньок — Тетяну, Діану, Анастасію (модель).
Своїми кумирами називає легкоатлетів Сергія Бубку та Костянтина Волкова.